# Sukomaju
Sukomaju is een bestuurslaag in het regentschap Banyuwangi van de provincie Oost-Java, Indonesië. Sukomaju telt 7650 inwoners (volkstelling 2010).